# Cerhonice
Cerhonice (en allemand : Zerhonitz) est une commune du district de Písek, dans la région de Bohême-du-Sud, en République tchèque. Sa population s'élevait à 151 habitants en 2020.

## Géographie
Cerhonice se trouve à 15 km au nord-ouest de Písek, à 59 km au nord-ouest de Ceské Budejovice et à 79 km au sud-ouest de Prague.
La commune est limitée par Mirotice à l'ouest et au nord, par Smetanova Lhota et Ostrovec à l'est, et par Vráž, Čížová et Předotice au sud.

## Histoire
La première mention écrite du village date de 1291.

## Le château
Dans les sources écrites, le château apparaît également pour la première fois en 1291, alors qu’il est la propriété de l’église de Mirotice voisine. Jusqu'à la fin du XVe siècle, il servit de centre administratif sur la rive gauche de la Vltava.
Tout d'abord propriété des Rosenberg, puis des Švamberk (1473), il est finalement acheté par les chevaliers Deym von Střítež. Après la bataille de la Montagne Blanche en 1623, Cerhonice est confisqué aux Deym von Střítež et devient la propriété de Baltazar de Marradas.
En 1688, le château passe aux mains des prémontrés de Schlägl, en Haute-Autriche. Ceux-ci transforment la vieille maison forte entre 1808 et 1810, pour en faire un château à deux ailes avec une chapelle dédiée à saint Laurent. Une partie de l'ancien manoir est préservée au rez-de-chaussée de l'aile est. Ils le conserveront jusqu'à la fin du XIXe siècle.
En 1850, Ladislav Stroupežnický, fils de Georges Stroupežnický, l'intendant du domaine, naît au château. Plus tard il deviendra l'un des plus grands dramaturges du Théâtre national, à Prague. Il est l'auteur de la pièce Naši furianti.
Lors de la réforme agraire, pendant la Première République, le château et ses terres sont dispersés entre plusieurs propriétaires.
L’occupation allemande de 1939 à 1945 et la nationalisation du château par les communistes en 1948 sont à l'origine de nombreuses déprédations dans le château. Les locaux servent en effet d'entrepôt au Musée national des techniques de Prague. À cette époque, le château n'est pas ou peu entretenu.
En 2002, le château, situé au centre du village, devient la propriété d'un particulier qui tente de le restaurer progressivement.

## La légende des trois chapelles
Cette légende dite « des trois niches de chapelles » a été popularisée par Alois Jirásek dans sa Balada z rokoka (Légendes de l'ancienne Bohême).
Alors que les troupes françaises se retiraient de la région, trois princesses françaises trouvèrent refuge dans le manoir de Cerhonice. Ceci est la première version.
Selon la deuxième version, il s'agissait des trois filles du maréchal de Broglie, qui commandait les troupes.
Selon une troisième version, c'étaient trois simples soldats qui en emportant leur paquetage, découvrirent de nombreux bijoux et objets de valeur. Ils proposèrent immédiatement de les rapporter aux Français, alors en retraite. Ils furent emmenés dans les bois alentour où des gardes les assassinèrent. Les femmes plaidèrent leur cause et demandèrent leur grâce en vain. Les tueurs et leurs enfants furent maudits pendant plusieurs générations.
Une croix rouge a été érigée sur les lieux de l'exécution.
Trois chapelles totalement identiques furent construites sur les routes venant du village. Chaque année, une procession eut lieu en leur mémoire, jusqu'à la Première Guerre mondiale.

## Galerie

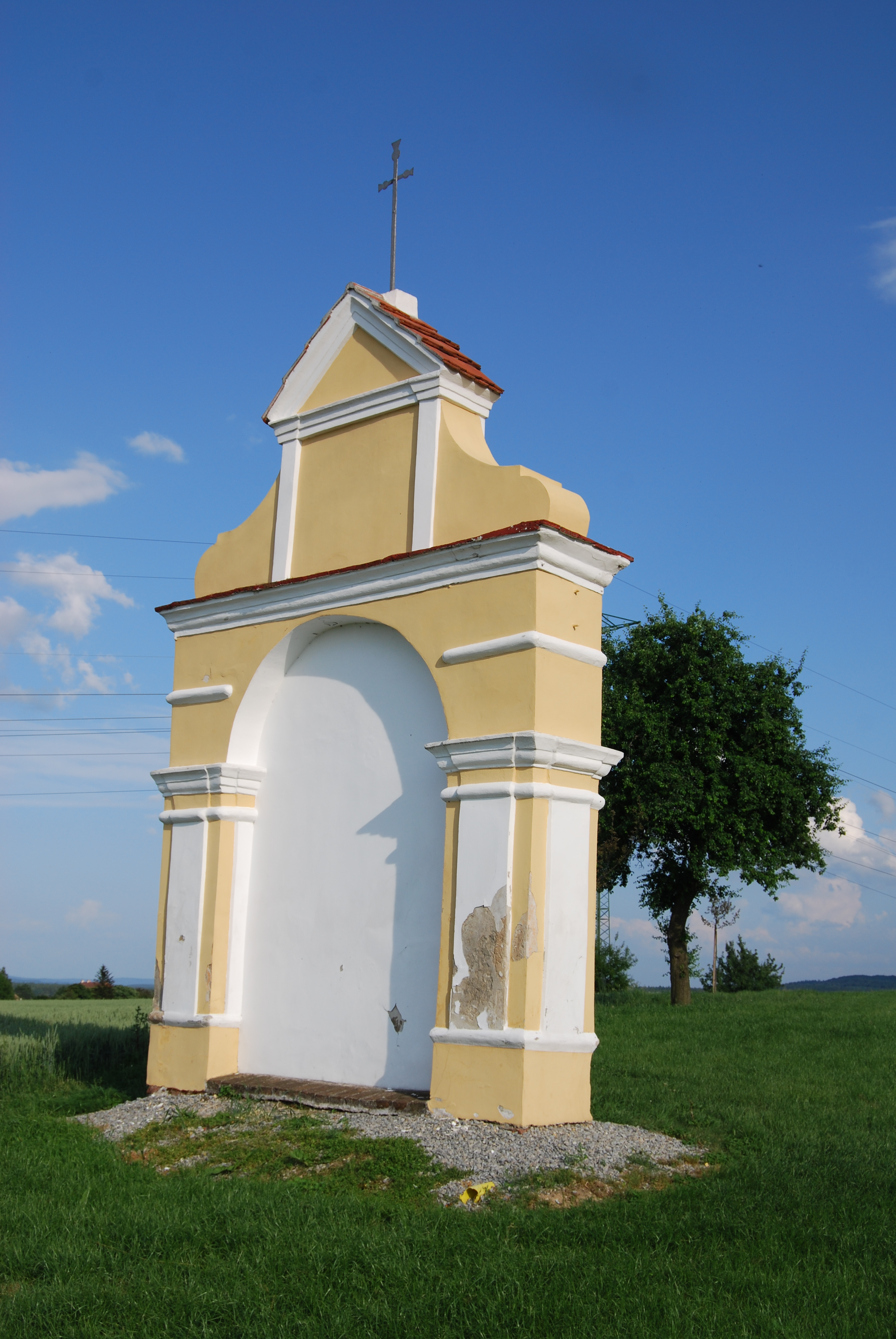
Une des trois chapelles
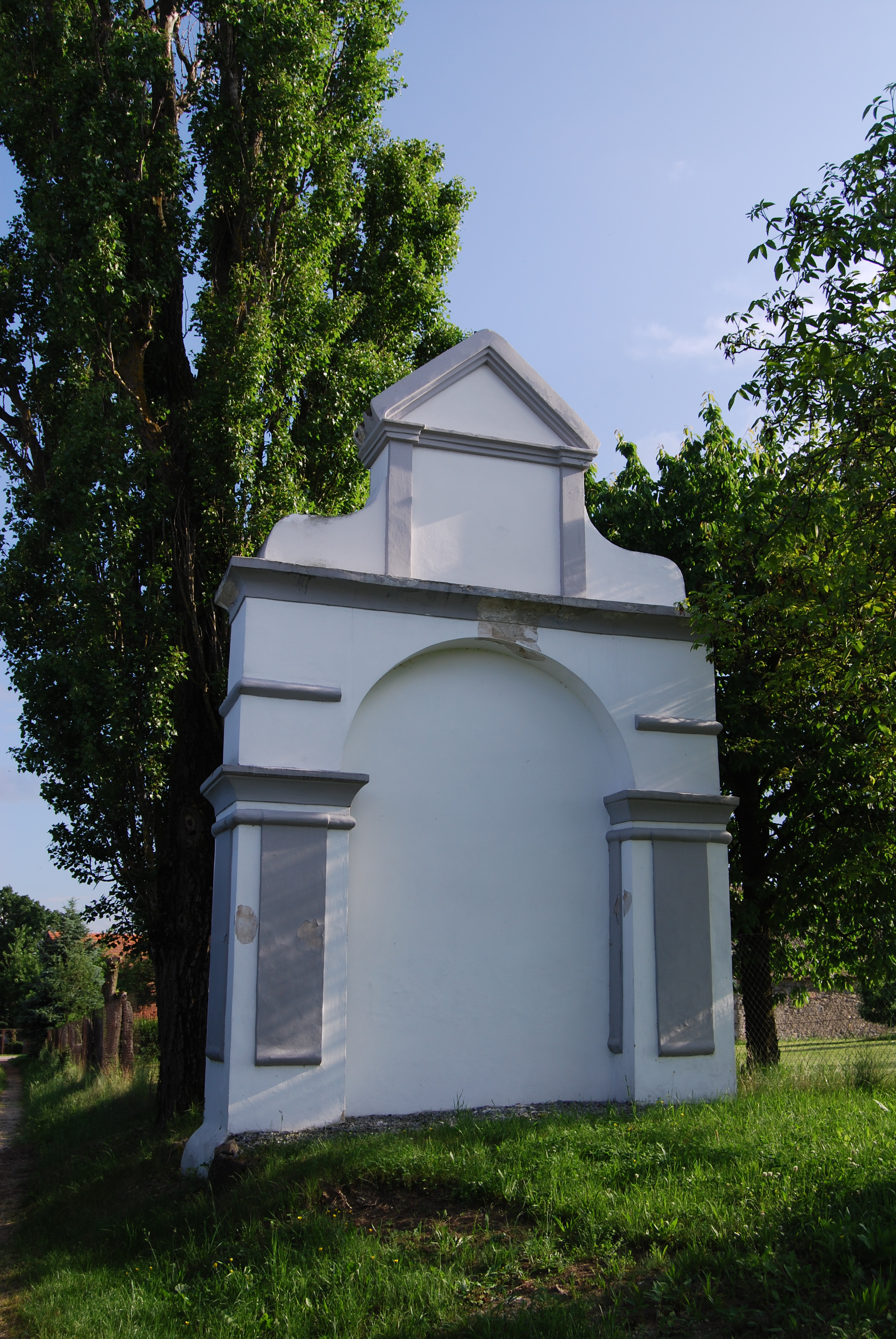
Une autre
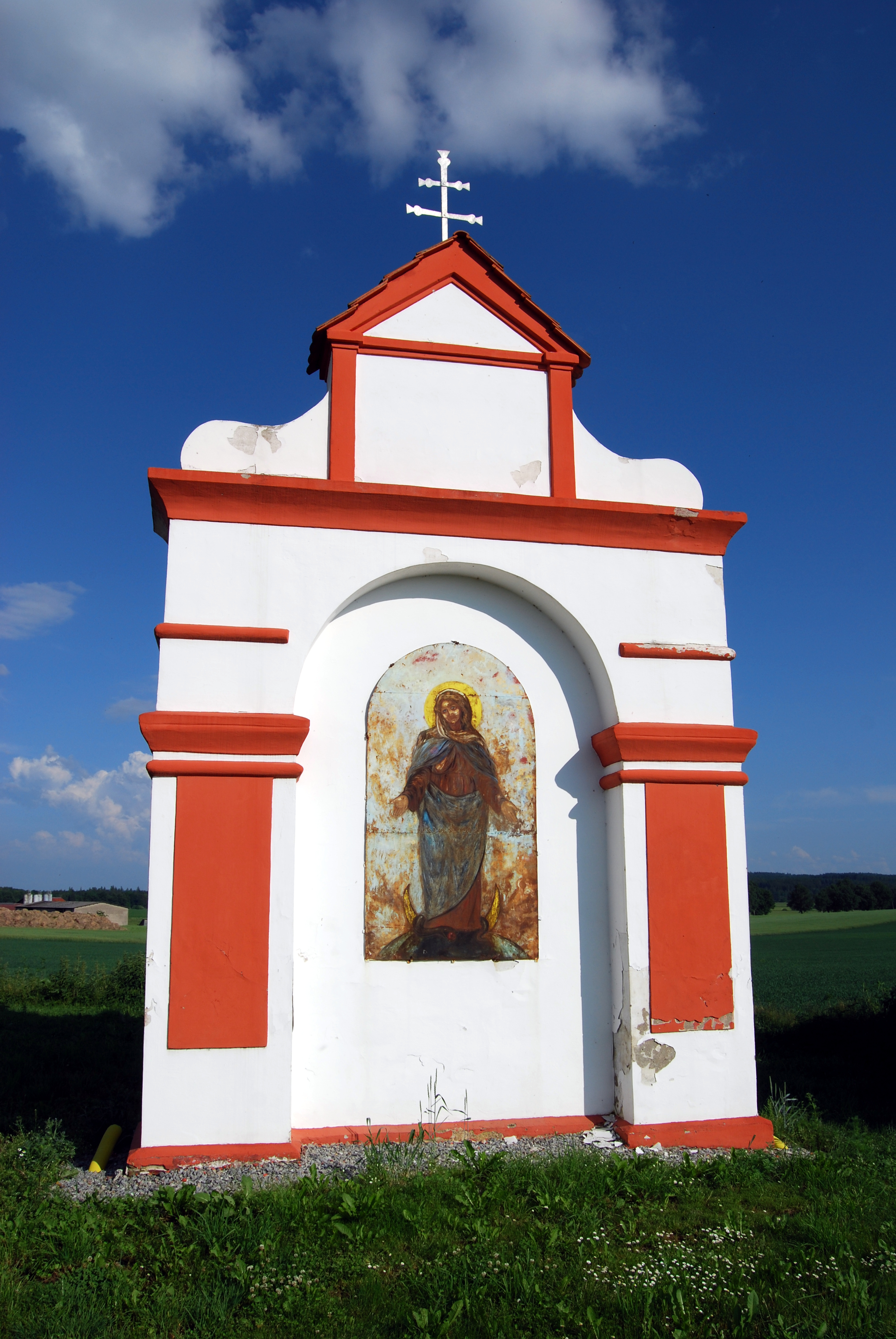
La troisième
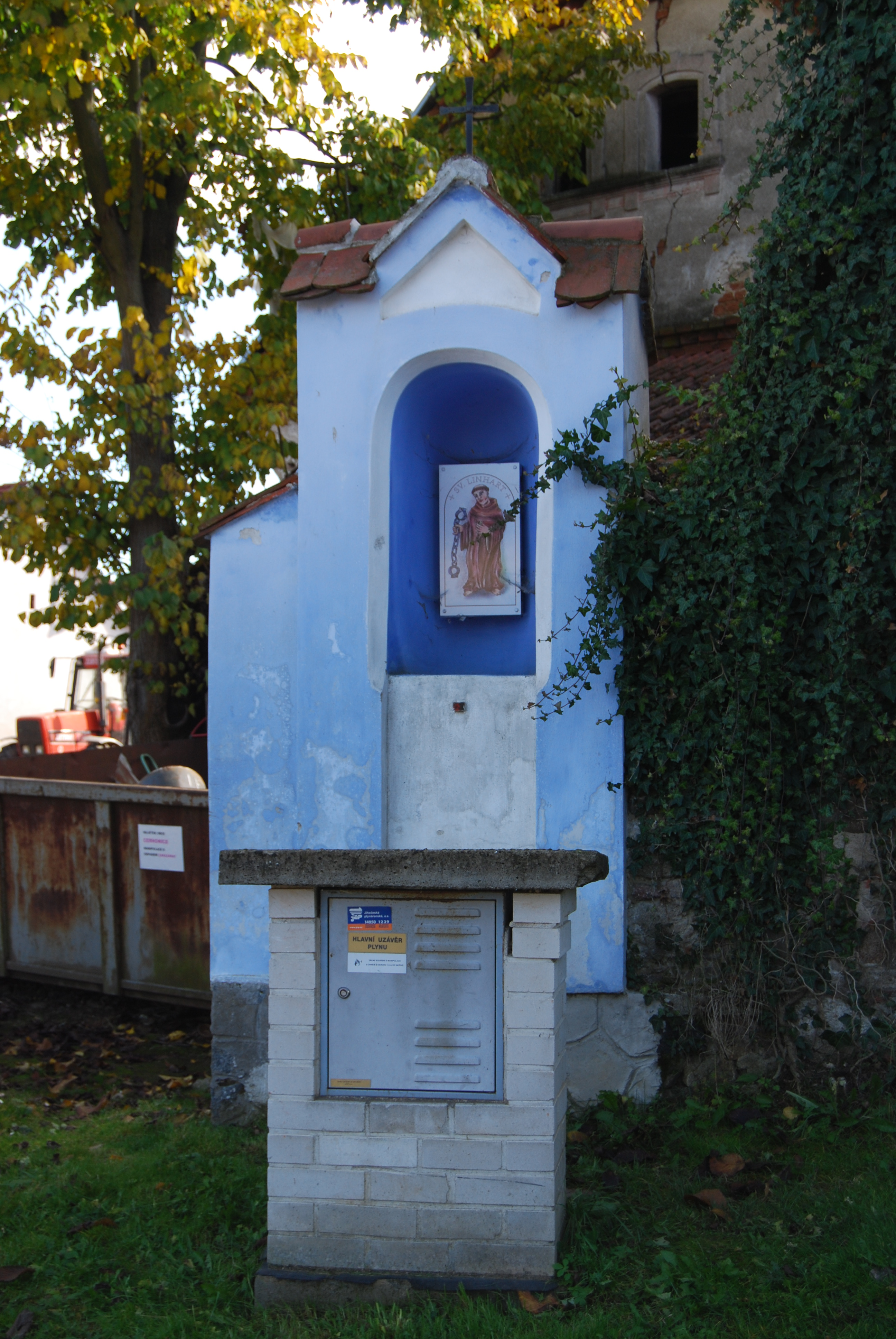
Niche destinée à la statue d'un saint

## Transports
Par la route, Cerhonice se trouve à 16 km de Blatná, à 20,5 km de Písek, à 71 km de České Budějovice et à 114 km de Prague.